# Jacobiasca sulcata
Jacobiasca sulcata är en insektsart som beskrevs av Irena Dworakowska 1977. Jacobiasca sulcata ingår i släktet Jacobiasca och familjen dvärgstritar. Inga underarter finns listade i Catalogue of Life.